# Lavori di scavo
Lavori di scavo (Inner Workings) è una raccolta di saggi di J. M. Coetzee pubblicata in italiano a cura di Paola Splendore, nella traduzione di Maria Baiocchi presso Einaudi (fuori collana). Sono saggi su autori della letteratura, scritti dal 2000 al 2005 e con un'introduzione di Derek Attridge.

## Titoli dei saggi
- Italo Svevo
- Robert Walser
- Robert Musil
- Walter Benjamin
- Bruno Schulz
- Joseph Roth
- Sándor Márai
- Paul Celan
- Winfried Sebald|W.G. Sebald
- Hugo Claus
- Graham Greene
- Samuel Beckett
- Walt Whitman
- William Faulkner
- Saul Bellow
- Arthur Miller
- Philip Roth
- Nadine Gordimer
- Gabriel García Márquez
- Vidiadhar Surajprasad Naipaul

## Edizione italiana
- J. M. Coetzee, Lavori di scavo, traduzione di Maria Baiocchi, Einaudi, 2010,  p. 310, ISBN 978-88-06-19923-4.